# Řeřichy
Řeřichy (Duits: Röscha) is een Tsjechische gemeente in de regio Midden-Bohemen en maakt deel uit van het district Rakovník. Het dorp ligt op 11 km afstand van de stad Rakovník.
Řeřichy telt 109 inwoners.

## Geografie
De gemeente Řeřichy bestaat uit twee dorpen:
- Řeřichy
- Nový Dvůr

## Geschiedenis
De eerste schriftelijke vermelding van het dorp dateert van 1377.
Sinds 2003 is Řeřichy een zelfstandige gemeente binnen het Rakovníkdistrict.

## Verkeer en vervoer

### Autowegen
Řeřichy ligt langs regionale wegen.

### Spoorlijnen
Er is geen station binnen de gemeente. Het dichtstbijzijnde station is Pšovlky aan de spoorlijn Rakovník - Bečov nad Teplou op 3 km afstand van de gemeente.

### Buslijnen
Op werkdagen halteren twee keer per dag een buslijn Rakovník - Řeřichy, zes keer per dag een lijn Rakovník - Petrovice - Řeřichy (beide van vervoerder Transdev Střední Čechy) en 1 keer per dag een lijn Rakovník - Čistá (vervoerder: LEXTRANS).
In het weekend halteert er geen bus in het dorp.